# NOMA (モデル)
NOMA（ノーマ、1982年9月16日 - ）は、日本の女性ファッションモデル。佐賀県出身。

## 略歴
佐賀県立佐賀北高等学校卒業後、福岡にある西南学院大学に進学。在学中、スカウトを受けサロンモデルを始めたことを機に東京の事務所に所属。福岡で学生をしながら東京に通った。モデルの仕事を本格的に行うため、卒業後に上京した。

## 人物
父親は日本人で、母親はニューヨーク出身のイタリア系アメリカ人。弟が3人いる。
2018年2月16日に結婚。2021年12月24日に第1子女児を出産した。

## 出演

### 雑誌
- FUDGE
- VoCE
- MAQUIA
- 美的
- Zipper
- InRed
- REINA
- GLAMOROUS
- sweet
- GINZA
- VOGUE JAPAN
- SERENDIP TRAVEL

### CM
- Papawash
- 資生堂「REVITAL」
- トヨタレンタリース

### 映画
- おまえが嫌いだ（2005年）

### テレビ
- テレビでハングル講座（2008年4月 - 2009年3月、NHK教育） - レギュラー（生徒）
- Style/Style（2009年9月、テレビ神奈川）
- D×TOWN 第1弾「スパイダーズなう」（2012年4月、テレビ東京） - ニーナ 役

### ラジオ
- 東京プラネタリー☆カフェ（2019年4月 - 2020年3月、TOKYO FM）

### ミュージックビデオ
- bonobos「Standing There 〜いま、そこに行くよ〜」（2006年）
- Mr.Children「フェイク」（2007年）

## 書籍
- ノーマのきらきら紀行（2011年）